# Ruabon
Ruabon (wal. Rhiwabon) – wieś w północno-wschodniej Walii, w hrabstwie miejskim Wrexham.